# Семидуби (Дубенський район)
Семи́дуби — село в Україні, у Семидубській сільській громаді Дубенського району Рівненської області. Населення становить 700 особи. Відстань до районного центру — 8 км.

## Символіка
У щиті, скошеному зліва лазуровим і зеленим, поверх всього золота дубова гілка з сімома такими ж листами (герб є промовистим). У червоній главі срібний розширений хрест.

## Історія
Вперше село Семидуби згадується в записах 1559 року як власність Федора Хмари.
У 1906 році село Судобицької волості Дубенського повіту Волинської губернії. Відстань від повітового міста 9 верст, від волості 10. Дворів 50, мешканців 294.
До 1917 року в селі було лише однокласне народне училище, де навчалися три роки. Викладав ази шкільної грамоти Степановський Петро Олексійович.
У родині чеського селянина 19 лютого 1880 року (в деяких документах 6 червня 1880 року) народився видатний чеський політичний діяч Вацлав Вондрак.
7 (20) листопада 1917 року, відповідно до Третього Універсалу Української Центральної Ради, увійшло до складу Української Народної Республіки.
У  1931 році громада села на складені гроші викупила за 5000 злотих у чеха Вацлава Вишнера будинок, який обладнали під школу для українських дітей.
12 червня 2020 року, відповідно до розпорядження Кабінету Міністрів України № 722-р від «Про визначення адміністративних центрів та затвердження територій територіальних громад Рівненської області», увійшло до складу Семидубської сільської громади.
19 липня 2020 року, в результаті адміністративно-територіальної реформи та ліквідації  Дубенського (1939—2020) району, село увійшло до складу новоутвореного Дубенського району.

## Козацький редут
Козацький редут між селами Семидуби та Плоска вже майже чотири століття слугує символом відваги і доблесті. Загін козацького війська прикривав тут у 1651 році героїчний відступ з-під Берестечка, з поля битви під селами Пляшевою і Островом (нині — у складі Дубенського району), вояків Івана Богуна й дав нерівний бій польському гарнізону з міста Дубно.
З нагоди 365-ї річниці того бою на Козацькому редуті 17 липня 2016 року відбулося вшанування пам'яті українських героїв.